# Національний конгрес «Благодійна Україна»
Національний конгрес «Благодійна Україна» — зібрання, мета якого — запровадження формату систематичного суспільного діалогу щодо розвитку благодійності в Україні, відкритого обговорення тих проблем, які гальмують ефективну діяльність вітчизняних благодійних організацій.
Організатором є ВБО «Асоціація благодійників України». За словами Олександра Максимчука,
|  | Будь-які благодійні організації, яким є що сказати, які мають цікаві презентації, матимуть можливість це висвітлити. |

Традиційно Конгрес «Благодійна Україна» проходить у Київському міському будинку вчителя.

## I Національний конгрес «Благодійна Україна» (17 грудня2010р.)

### Учасники
- Вікторія Сюмар, директор Інституту масової інформації
- Василь Полуйко, президент Західноукраїнського ресурсного центру
- Тарас Михальнюк, директор МБФ «Відкрий Україну» (Open Ukraine)
- Максим Лациба, керівник проекту УНЦПД
- Алла Прунь, виконавчий директор ІАЦ «Громадський простір» (блок «Благодійність і медіа»)
- Яків Рогалін, директор Донецького міського благодійного фонду «Доброта»; представники благодійних та недержавних інституцій, які займаються розвитком та підтримкою благодійності, наукових та освітніх установ, вітчизняного бізнесу, ЗМІ, а також міжнародних організацій, які підтримують доброчинність в Україні.

### Круглі столи
- «Законодавче та нормативне забезпечення провадження благодійної діяльності в Україні». Розглянуті питання про податкові пільги в наданні благодійної допомоги; оподаткування благодійної допомоги; запровадження «відсоткової філантропії» та формування ендавментів благодійними організаціями.
- «ЗМІ і благодійність».
- «Як поселити добро у дитячих серцях». Важливими питаннями були питання стимуляції розвитку дитячих та молодіжних благодійних ініціатив; популяризації та поширенню найкращого досвіду організації та реалізації учнівських та молодіжних благодійних проектів.

### Презентація програм
Під час роботи конгресу відбулась публічна презентація проектів та ініціатив, що були реалізовані в Україні ГО «Український форум благодійників» представляв просвітницьку програму «На вчись». Діяльність Донецького благодійного фонду «Доброта» презентував його фундатор Яків Рогалін. Застосовуючи бізнес-інструменти у соціальній сфері Яків Рогалін створив організацію — БФ «Доброта», яка є лідером на міжнародних конкурсах як у Європі, та і у світі.
Маргарита Січкар — бізнесмен, переможець НК «Благодійник року» — 2009" у номінації «Особиста благодійна ініціатива» — представила свій новий проект зі створення Міжнародного центру іпотерапії. Іпотерапія — один із видів альтернативної медицини, за якого вплив на організм хворого чиниться через тренування на конях і за допомогою «біополя» коня.
Катерина Ющенко, Голова Наглядової ради Міжнародного Благодійного Фонду «Україна 3000» представила проект Фонду «Добро починається з тебе» і розповіла про дитячі ініціативи, які надійшли на конкурс.
|  | Я переконана, що благодійності, як і моралі, треба навчати з дитинства» (Катерина Ющенко) |

### Співорганізатори
- Інформаційно-аналітичний Центр філантропії
- Благодійний фонд «Приятелі дітей»
- Міжнародний благодійний фонд «Україна 3000»

### Партнери
- Міжнародна громадська організація Центр «Джойнт»
- Інформаційно-аналітичний центр «Громадський простір»
- компанія «Гештальт Консалтинг Груп».

## II Національний конгрес «Благодійна Україна» (15 грудня 2011р.)
У конгресі взяли участь близько 150 представників благодійних та недержавних організацій, які займаються благодійною діяльністю, представників наукових та навчальних закладів, українського бізнесу, ЗМІ та міжнародних організацій, які займаються доброчинністю в Україні.

### Публічна дискусія «Благодійність 2011: підсумки, тенденції, виклики»
Головні експерти:
- Олександр Максимчук, Президент Асоціації благодійників України;
- Вікторія Сюмар, директор Інституту масової інформації;
- Василь Полуйко, президент Західноукраїнського ресурсного центру

Модератор — Андрій Куликов.
Дискусія складалася з трьох тематичних блоків — «Благодійність і держава», «Благодійність і медіа», «Благодійність і суспільство». В кожному блоці слово спершу надавалося інформаційним спікерам — фахівцям з даної теми, які окреслювали ситуацію. Потім виступали головні експерти, після чого всі охочі мали можливість висловити свої думки щодо теми блоку або проблем, порушених безпосередньо під час спілкування. Підсумки кожного блоку підводили головні експерти. По мірі чергування тем дискусії модератор оприлюднював підсумки експертного опитування «Благодійність — 2011: Україна».

## III Національний конгрес «Благодійна Україна» (20 грудня2012р.)
Тема конгресу — «Суспільство. Інновації. Благодійність». До участі запрошені члени Асоціації благодійників, представники національних і регіональних благодійних фондів та організацій, викладачі, студенти факультетів соціальної роботи київських вишів, журналісти.
У рамках конгресу відбулося вільне спілкування (за типом ТЕДх) за допомогою спікерів, які є авторитетними особистостями у сфері благодійності, відкрите обговорення проблеми розробки та впровадження інновацій у благодійне середовище, ознайомлення учасників Конгресу з практикою застосування інноваційних благодійних ініціатив та інфраструктурних проектів.
Експерти:
- Антонова Марина, голова правління МБФ «Україна 3000»[5]
- Георгієнко Вадим, Голова ради Міжнародного фонду Взаємодопомоги та соціального інвестування, розробник Доброчин 2.5. «Партнерство»
- Іванів Наталя, менеджер з організаційного розвитку, Український медійний проект, Інтерньюз
- Клименко Андрій, керівник Молодіжного проекту Up Grade
- Максимчук Олександр, президент Асоціації благодійників України
- Мудрак Лариса, заступник голови Національної ради з питань телебачення та радіомовлення України
- Пероганич Юрій, директор «Вікімедіа» в Україні
- Рудницька Анжеліка, журналіст, громадський діяч
- Саваневський Максим, керуючий партнер цифрової агенції PlusOne
- Січкар Маргарита, підприємець, громадський діяч
- Рогалін Яків, директор ДБФ «Доброта»
- Щербина Петро, засновник інформаційного агентства «RegioNews»
- Шеремета Павло, партнер Інституту стратегії Inspira, президент Київської школи економіки

У першій частині конгресу відбувся майстер-клас «Стало-успішний фандрейзинг тут і зараз: від усіх, на все і по-різному», який провів директор Донецького обласного благодійного фонду «Доброта» Яків Рогалін.

## IV Національний конгрес «Благодійна Україна» (18 грудня2013р.)
Тема конгресу — «Благодійність в Україні: тенденції, виклики та перспективи». Починаючи з 2012 року, конгрес проходить у форматі професійного інтерактивного спілкування (за типом ТЕДх) з авторитетними особистостями у сфері благодійності, суспільних комунікацій, медіа. Спікери та учасники конгресу обговорили існуючі в благодійному середовищі тренди, окреслили конкретні проблеми, механізми впровадження інноваційних ідей, інструментів та технологій, ознайомилися із практикою реалізації в Україні успішних благодійних програм, проектів та ініціатив.
Спікери:
- Марина Антонова, голова правління МБФ «Україна 3000»[7]
- Анна Гулевська-Черниш, директор Українського форуму благодійників[8]
- Ірина Гуцал, директор Української біржі благодійності[9]
- Юрій Змій, помічник-консультант народного депутата України[10]
- Олександра Коваль, президент ГО «Форум видавців»[11]
- Олександр Олійник, віце-президент Асоціації благодійників України[12]
- Олександр Славський, менеджер HUB Oдеssа[13]
- Сергій Сошинський, президент МБФ «Здоров'я українського народу»[14]
- Ольга Фещенко, громадський діяч[15]
- Надія Чорна, менеджер з комунікацій МБФ «Карітас України»[16]
- Павло Шеремета, партнер Інституту стратегії Inspira, президент Київської школи економіки[17]

## V Національний конгрес «Благодійна Україна» (19 грудня2014р.)
Тема конгресу — «Соціальна відповідальність: нові виклики, нова парадигма». Організатори змінили формат, відмовившись від круглого столу, натомість влаштували справжній доброчинний майстер-клас, слухачами якого стали студенти Університету банківської справи. До слухачів конгресу в Києві за допомогою прямих відеовключень доєдналися студенти з філій УБС в Черкасах, Львові та Харкові. Загальна аудиторія учасників склала близько 200 чоловік.
Спікери:
- Лариса Мудрак, незалежний медіа-експерт та волонтер: майстер-клас на тему «Нові медіа, нове покоління та волонтери».
- Олександр Максимчук, Президент Асоціації благодійників України: доповідь «Основні принципи державно-приватного партнерства».
- Юрій Мосін, співзасновник волонтерської групи «Міжнародний Альянс Братської Допомоги»: робота волонтера, який здійснює рейди у зону АТО.
- Маргарита Січкар, підприємець і громадський діяч: доповідь «Як успішно реалізовувати благодійні проекти».

На завершення конгресу всі його учасники взяли участь у благодійному флешмобі «Move good».

## VI Національний конгрес «Благодійна Україна» (10 грудня2015р.)
Конгрес пройшов у форматі експертної дискусії «Держава-Благодійники-Волонтери: формула успішної співпраці», організаторами якої виступили Міністерство соціальної політики України та Асоціація благодійників України. Основні доповідачі — заступник Міністра соціальної політики України Віталій Мущинін, Президент Асоціації благодійників України Олександр Максимчук та начальник Управління у справах людей похилого віку та надання соціальних послуг Мінсоцполітики Оксана Суліма.
Під час жвавої та часом гострої розмови були обговорені питання запровадження системного діалогу і співпраці між владою і суспільством з нагальних питань доброчинності в Україні. Учасники дискусії наблизилися до вироблення консолідованої позиції щодо сприяння розвитку благочинної сфери в Україні.